# Alexander Iwanowitsch Ustjumenko
Alexander Iwanowitsch Ustjumenko (russisch Александр Иванович Устюменко; * 29. Oktoberjul. / 11. November 1913greg. im Dorf Gorbiza bei Sretensk; † 6. April 1992 in Moskau) war ein russischer Aufklärungsoffizier der Roten Armee und Physiker.

## Leben
Ab November 1934 diente Ustjumenko in der Roten Armee. Er absolvierte eine Schulung der 10. Stabsabteilung der Besonderen Rotbanner-Fernostarmee (1934–1935) und arbeitete dann im Stab des Marschalls Blücher (1935–1937). Darauf studierte er an der Militärfakultät des Moskauer Instituts für Verkehrsingenieure (1937–1941). Es folgten Aufklärungsergänzungskurse.
Während des Deutsch-Sowjetischen Krieges war er Assistent des Chefs der Aufklärungsabteilung des Generalstabs mit Aufstieg bis zum Major. Mehrfach wurde er mit Spezialaufträgen an die Front geschickt. Er beherrschte die Kryptographie und entwickelte 1943 den Chiffriercode für die Funkaufklärer.
1945–1954 war er Senioroffizier in der Hauptverwaltung des Generalstabs. Von März 1954 bis Juni 1974 leitete er den Spezialkontrolldienst zur Beobachtung der Kernwaffenexplosionen. Er gehörte zusammen mit Igor Wassiljewitsch Kurtschatow, Isaak Konstantinowitsch Kikoin, Grigori Alexandrowitsch Gamburzew und Michail Alexandrowitsch Sadowski zu den führenden Personen bei der Entwicklung des sowjetischen Systems zur Erkennung von Kernwaffenexplosionen. Damit war Ustjumenko auch an den Genfer Verhandlungen zur Begrenzung der Kernwaffentests beteiligt (1958–1961), die zum Vertrag über das Verbot von Kernwaffenversuchen in der Atmosphäre, im Weltraum und unter Wasser führten. 1962 wurde er zum Generalmajor befördert. 1974 ging er in den Ruhestand.
1980 wurde Ustjumenko zum Doktor der physikalisch-mathematischen Wissenschaften promoviert.
Ustjumenko wurde auf dem Moskauer Friedhof Trojekurowo begraben.

## Ehrungen, Preise
- Orden des Vaterländischen Krieges I. Klasse (1943, 1985) und II. Klasse (1945)
- Orden des Roten Sterns (1956)
- Leninpreis (1959)[1]
- Orden des Roten Banners der Arbeit (1962)
- Rotbannerorden (1968)